# Pragmatics & Cognition
Pragmatics & Cognition ist eine interdisziplinäre Fachzeitschrift mit Peer-Review unter anderem für Linguistik, Psychologie und Philosophie. Sie erscheint zweimal jährlich bei John Benjamins und veröffentlicht Beiträge in Englisch. Ihr Fokus liegt auf der Verbindung semiotischer Systeme und geistiger Aktivitäten.
Der Impact Factor von Pragmatics & Cognition ist auf 0.568 beziffert.